# Vesterværk
Vesterværk (på tysk Westerwerk) er en lille sø med et areal på 19 ha beliggende vest for Lyksborg kommune i Tremmerup Skov (Tved Skov). I administrativ henseende hører søen under Lyksborg i Slesvig-Flensborg kreds i den nordtyske delstat Slesvig-Holsten. I den danske tid hørte søen under Munkbrarup Herred (Munkbrarup Sogn). Søen har afløb til Flensborg Fjord gennem Kildedalen. Søen omkranses af rørsumpvegetation. Mod øst er der ellesump.
Vesterværk er første gang nævnt 1781. Søen er dannet ved inddæmning af et lille ca. 1000 m langt nor af Flensborg Fjord. Den fungerede i middelalderen som fiskdam for munkene fra Ryd Kloster.